# Деточки
«Деточки» — российский художественный фильм, снятый режиссёром Дмитрием Астраханом по сценарию Олега Данилова. Фильм вышел в ограниченный прокат в России 3 апреля 2013 года.

## Сюжет
В некоем городе происходит серия странных убийств, которые совершает банда подростков. Жертвами становятся преступники, которых не желает ловить коррумпированная полиция. Общественность поддерживает действия банды, и один из журналистов даёт им прижившееся прозвище «Деточки».
Раскрывается, что «Деточки» — это подростки из местного детдома, с которыми занимался физкультурой бывший сотрудник спецслужб Вадим Широков. Лидер «Деточек» Ваня Иванов, родителей которого лишили родительских прав из-за алкоголизма, убил своего отца, когда тот пытался изнасиловать собственную дочь Наташу; преступление так и не было раскрыто. Мать Вани после случившегося бросила пить, у неё появился мужчина, она забеременела. Однако, когда она узнаёт о том, кем являются её старшие дети, ей приходится отказаться восстанавливать опеку над ними.
Тем временем Широков ловит «Деточек» при попытке линчевания коррумпированного военного-садиста. Широков признаёт моральную правоту «Деточек», но наказывает капитана бескровно, вызывая у того пожизненный паралич нижней части тела. Хотя Широков мучается от страха за «Деточек», он помогает им уничтожить главную наркодилершу города. Полиция устанавливает постоянное наблюдение за детдомом, и Широков требует от воспитанников, чтобы те прекратили свою деятельность. Дети в ответ рассказывают ему, как и почему они стали сиротами, и продолжают убийства тех, от кого страдает общество (поддержка в обществе только растёт).
Параллельно с этим полиция при участии сына майора Кузнецова Киры устраивает засаду на «Деточек». Кира сперва думал, что планируется поимка членов банды, но вскоре узнаёт, что полиция решила убить членов банды, так как поддержка и одобрение их деятельности сделает их героями в глазах народа. Тем временем Широков, съездив на разведку в засаду, требует, чтобы «Деточки» отказались от проведения операции, но они не слушают его. Позже Широков спасает «Деточек», а оказавшийся рядом Кира признаётся в подлоге, но к тому моменту они оказываются в окружении ОМОНа под руководством Кузнецова и полковника Самойлова.
«Деточки» предлагают Кире уйти от них, чтобы не подвергаться опасности, но мальчик отказывается. Широков отвлекает внимание на себя, благодаря чему Кира и ребята скрываются в лесу. Широкова ловят и допрашивают в участке, после чего он сбегает. Члены банды укрываются в заброшенном здании, но их засекает ОМОН, начинается обстрел. Кира выскакивает наружу, требуя прекратить огонь, получает смертельное ранение и умирает на руках у отца до того, как тот успевает дозвониться до медиков. Ослеплённый горем, Кузнецов сам открывает по ОМОНу огонь и его тоже расстреливают, несмотря на возражения Самойлова. Последний, пригрозив продолжением штурма, снова требует, чтобы «Деточки» сдавались. По ОМОНу открывает пулемётный огонь Широков с расположенной неподалёку полуразрушенной церкви. Члены банды убегают, а Широков погибает под ответным огнём ОМОНа.
После этого Самойлов требует от «Деточек» повиновения и на этот раз они соглашаются. Самойлов даёт команду продолжать штурм, но внезапно тут с разных сторон появляются толпы детей-сторонников «Деточек». Они собираются вокруг дома, после чего одновременно накидывают на головы капюшоны и достают ножи. Самойлов глядит на них с безумным видом, за кадром звучит немного изменённая цитата из стихотворения Евгения Альшица «Sopio».

## В ролях
| Актёр              | Роль                      |
| ------------------ | ------------------------- |
| Владимир Кабалин   | Вадим Широков (дядя Вадя) |
| Андрей Душечкин    | полковник Самойлов        |
| Виктор Васильев    | следователь Кузнецов      |
| Егор Котов         | Ваня Иванов               |
| Диана Запрудская   | Наташа Иванова            |
| Михаил Каранецкий  | Илюша                     |
| Алексей Кузьмин    | Кирилл «Кира» Кузнецов    |
| Максим Райченко    | Коля                      |
| Максим Салунди     | Серёжа                    |
| Наталья Капитонова | мать Вани и Наташи        |

## Награды и фестивали
- Участник фестиваля — «Амурская осень-2013».
- Участник одиннадцатого Московского фестиваля отечественного кино «Московская премьера».